# Greatest Hits (The Bangles)
| Recensione | Giudizio |
| ---------- | -------- |
| Allmusic   | [ 1 ]    |

Greatest Hits è una raccolta del gruppo musicale femminile statunitense The Bangles, pubblicato nel 1990 dall'etichetta discografica Columbia.

## Il disco
Realizzato per osservare gli accordi contrattuali con la casa discografica, è uscito quando la band si era già sciolta. L'album contiene i remix di Hero Takes a Fall, Walking Down Your Street e I'll Set You Free. Include le cover di Hazy Shade of Winter, scritta da Paul Simon e pubblicata nell'album Bookends del 1968, usata come colonna sonora nel film Less Than Zero, non inclusa in alcun album delle Bangles e di Where Were You When I Needed You dei The Grass Roots. Contiene anche il brano Everything I Wanted che è stato pubblicato come singolo per promuovere l'album in Europa.
L'album si è classificato al 97º posto nella classifica Billboard 200 negli Stati Uniti e al 4º posto UK Album Chart nel Regno Unito nel 1990.

## Tracce
Gli autori dei brani secondo le note dell'album:
1. Hero Takes a Fall (single mix) – 2:55 (Hoffs, V. Peterson)
2. Going Down to Liverpool – 3:40 (K. Rew)
3. Manic Monday – 3:06 (Christofer)
4. If She Knew What She Wants – 3:50 (J. Shear)
5. Walk like an Egyptian – 3:24 (Sternberg)
6. Walking Down Your Street (single mix) – 3:17 (Hoffs, Gutierrez, Kahne)
7. Following – 3:21 (Steele)
8. Hazy Shade of Winter – 2:47 (P. Simon)
9. In Your Room – 3:29 (Hoffs, Kelly, Steinberg)
10. Eternal Flame – 3:56 (Hoffs, Kelly, Steinberg)
11. Be with You – 3:02 (Igleheart, D. Peterson)
12. I'll Set You Free (single mix) – 4:51 (Hoffs, Lowen, Navarro)
13. Everything I Wanted – 3:37 (Hoffs, Lowen, Navarro)
14. Where Were You When I Needed You – 3:05 (P.F. Sloan, S. Barri)

## Formazione
Hanno partecipato alle registrazioni secondo le note dell'album:
The Bangles
- Susanna Hoffs – voce, chitarra, cori
- Vicki Peterson – voce, chitarra, cori
- Michael Steele – voce, basso, chitarra, cori
- Debbi Peterson – voce, batteria, percussioni, cori

Altri musicisti
- David Kahne – tastiere
- Mitchell Froom – tastiere
- Phil Shanale – tastiere
- David White – tastiere
- Walker Igleheart – tastiere
- Rusty Anderson – chitarra
- Barbara Chapman – chitarra, arpa
- Tommy Morgan – armonica
- Paulinho da Costa – percussioni
- David Lindley – dobro, bouzouki, chitarra classica, sassofono
- Jim Snodgrass – tabla
- Darryl Citizen – rumore

## Classifiche
| Classifica (1990)           | Posizione massima |
| --------------------------- | ----------------- |
| Stati Uniti (Billboard 200) | 97                |
| Regno Unito (Albums Charts) | 4                 |